# Das Yakuza-Kartell
Das Yakuza-Kartell ist ein US-amerikanischer Actionfilm aus dem Jahr 1995.

## Handlung
Kurze Zeit nachdem ein Japaner nachts von der rechtsradikalen Straßengang Scalp mit Baseballschlägern zu Tode geprügelt wird, versucht FBI-Agent Zack Grant die Japanerin Seiko Kobayashi bei dem Scalpanführer Victor Serlano als Prostituierte einzuschleusen. Statt einfach nur ein Mikro in dessen Hotelzimmer anzubringen, zückt sie ihre Waffe und tötet neben Victor alle Leibwächter, bevor sie sich in den Tod stürzt. Da Zack die Operation leitete und durch vorherige Misserfolge schlecht dasteht, ist er kurz vor der Kündigung. Um seinen Job zu retten, sollte er endlich einen Erfolg präsentieren. Schnell macht er sich auf die Suche nach dem Grund, warum eine so anständige und vielversprechende FBI-Karriere im Amok endete. Als er eine Verbindung zu dem in New York City lebenden Yakuza Yuji Kobayashi findet, reist er mit Agent Gim Takakura dorthin und schleust sich als Kunsthändler ein. Doch der Deal geht schief, Gim stirbt, das Versteck wird von Scalps gestürmt und Zack entführt Yuji.
Auf der Flucht erhält Zack einen Anruf von Victors Vater, Frank Salano. Er hatte zuvor Rache geschworen und verlangt nun Yuji, oder Zacks Sohn Erik wird selbst sterben. Eigentlich wollte er seine Karriere retten, aber stattdessen geht er auf den Deal ein und fliegt mit Yuji nach Los Angeles. Als Yuji von dem Deal mitbekommt, nutzt er die erste Gelegenheit, kapert das Cockpit und zwingt die Maschine zur Notlandung in Arizona. Mit der jungen Flugbegleiterin Mary als Geisel flüchtet er in die Wüste, wobei ihm Zack mit einem Cabrio folgt, ebenso wie Salanos Männer. Unterwegs nehmen Salanos Männer nicht nur Mary mit, sondern auch Zack und Yuji, deren Wagen stecken blieben bzw. explodierten. Sie fahren zum Eagle Rock, um Yuji den Scalps zu übergeben. Dort angekommen kommt es allerdings zum Showdown, wobei sich FBI und die Yakuza mit einmischen, sodass diese sich gegenseitig beschießen und Zack, Mary und Yuji erfolgreich fliehen können.
Mit Salano macht Zack anschließend einen Treffpunkt aus, wo er Yuji gegen seinen Sohn austauschen kann. Sie müssen zum Griffith Lake, draußen vor Boston, fahren. Doch während der nächtlichen Fahrt werden sie von einer Polizeistreife angehalten, die alle drei festnimmt. Über den Polizeifunk hören Salanos Männer mit und greifen den Wagen an, wobei sie den Polizisten töten. Mit der Schrotflinte, die sich Yuji schnappt, tötet er alle von Salanos Männern und erzählt Zack, dass Seiko seine Schwester war und Victor aus Rache tötete, denn dieser habe zuvor ihren Vater, den Paten der Yakuza von seinen Scalps töten lassen. Aber er erklärt sich auch bereit, sich selbst nochmal an Salano zu rächen. So greifen die drei am nächsten Morgen gegen acht Uhr aus unterschiedlichen Richtungen an. Während Mary die meisten Wachen ablenkt und Yuji sie anschließend erschießt, schwimmt Zack hinterrücks zum Boot von Salano heran, um seinen Sohn zu befreien. Als Salano das mitbekommt, nimmt er Eric als menschlichen Schutzschild. Yuji erschießt ihn, wodurch Salano Erik mit in den See reißt. Zack taucht hinterher und kann Eric gerade noch so vor dem Ertrinken retten.

## Kritik
Denise Lanctot von Entertainment Weekly verriss den Film. Man kann ihn ruhig „auslassen und gleich zu einem Videospiel“ übergehen, denn dort seien „schlanke Geschichte, Reißbrettcharaktere und Cartoongewalt für mehrere Stunden Spaß garantiert“ und nicht wie hier für einen schwachen „Kabelfernsehfilm“.
Das Lexikon des internationalen Films meinte: „Ein flott inszenierter Actionfilm, dessen Tempo jedoch die Konstruktionsmängel und die Unlogik der Geschichte nicht überdecken kann.“

## Hintergrund
Der Film feierte am 13. Mai 1995 seine Premiere in Japan. Nach seinem US-Kinostart am 20. Dezember 1996 kam er in Deutschland am 1. Januar 1997 direkt auf VHS aus.